# 7 años
7 años és una pel·lícula del director català Roger Gual, estrenada el 2016 per a la plataforma Netflix. Al guió també hi col·labora Gual, però és de Julia Fontana i José Cabeza. La cinta es desenvolupa, amb estil teatral, en una sola habitació i amb només cinc personatges.

## Argument
Quatre socis fundadors d'una empresa d'aplicacions tecnològiques han estat notificats per Hisenda després de desviar fons a un paradís fiscal. Un mediador intentarà ajudar-los a decidir sobre qui dels quatre ha d'assumir la totalitat de la culpa i, per tant, entrar a la presó per frau fiscal.

## Repartiment
- Juana Acosta - Vero, directora financera de l'empresa
- Àlex Brendemühl - Marcel, executiu en cap de l'empresa
- Paco León - Luis, director de tecnologia de l'empresa
- Juan Pablo Raba - Carlos, director comercial de l'empresa
- Manuel Morón - José Veiga, mediador
- Marta Torné - veu de Natalia, advocada